# Cabumbé
O Cabumbé é uma elevação de São Tomé e Príncipe, localizada a sensivelmente ao Sul da ilha de São Tomé, na província de Caué. Esta formação geológica eleva-se a 1403 metros acima do nível do mar. Encontra-se nas proximidades do Rio Campos.